# Eleccions federals suïsses de 1995
Les eleccions federals suïsses de 1995 se celebraren el 22 d'octubre de 1995 per a renovar els 200 membres del Consell Nacional de Suïssa i els 46 membres del Consell dels Estats de Suïssa que escolliran els 21 membres del Consell Federal de Suïssa. El partit més votat fou el Partit Socialdemòcrata de Suïssa.

## Resultats electorals

### Consell Nacional de Suïssa
Resultat de les eleccions al Consell Nacional de Suïssa de 22 d'octubre de 1995
| Partits                                                           | Partits                              | Abbr.       | Vots      | %    | +/–   | Escons | +/– |
| ----------------------------------------------------------------- | ------------------------------------ | ----------- | --------- | ---- | ----- | ------ | --- |
|                                                                   | Partit Socialdemòcrata de Suïssa     | SPS/PSS     | 410.136   | 21,8 | +3,3% | 54     | +11 |
|                                                                   | Partit Radical Democràtic de Suïssa  | FDP/PLR     | 389.075   | 20,2 | +0,8% | 45     | +1  |
|                                                                   | Partit Popular Democristià de Suïssa | CVP/PDC     | 316.212   | 16,8 | +1,5% | 34     | +2  |
|                                                                   | Partit Popular Suís                  | SVP/UDC     | 280.420   | 14,9 | +3,0% | 29     | +4  |
|                                                                   | Partit Verd de Suïssa                | GPS/PES     | 94.854    | 5,0  | -1,1% | 8      | -6  |
|                                                                   | Partit Suís de la Llibertat          | FPS         | 74.817    | 4,0  | –1,1% | 7      | -1  |
|                                                                   | Partit Liberal de Suïssa             | LPS/PLS     | 50.317    | 2,7  | -0,3% | 7      | –3  |
|                                                                   | Demòcrates Suïssos                   | SD/DS       | 58.886    | 3,1  | –0,3% | 3      | -2  |
|                                                                   | Aliança dels Independents            | LdU         | 34.371    | 1,8  | -1,0% | 3      | -3  |
|                                                                   | Partit del Treball                   | PdA/PST-POP | 22.403    | 1,2  | +0,4% | 3      | +1  |
|                                                                   | Partit Evangèlic Suís                | EVP/PEV     | 33.653    | 1,8  | -0,1% | 2      | -1  |
|                                                                   | Alternativa Verda i Feminista        | FGA/AVF     | 27.736    | 1,5  | +0,2% | 2      | +1  |
|                                                                   | Unió Democràtica Federal             | EDU/UDF     | 24.431    | 1,3  | +0,3% | 1      | ±0  |
|                                                                   | Lliga de Ticino                      | LdT         | 17.805    | 0,9  | -0,5% | 1      | -1  |
|                                                                   | Partit Socialcristià                 | CSP/PCS     | 5.534     | 0,3  | -0,1% | 1      | ±0  |
|                                                                   | solidaritéS                          | Sol         | 6.033     | 0,3  |       | 0      |     |
|                                                                   | Altres                               |             | 44.351    | 2,4  |       | 0      |     |
| Total (participació 42,2%)                                        | Total (participació 42,2%)           |             | 1.905.330 |      |       |        | 200 |
| Font: http://www.wahlen.ch/ Arxivat 2021-02-28 a Wayback Machine. |                                      |             |           |      |       |        |     |